# De avonturen van mijnheer Suffers
De avonturen van mijnheer Suffers is een stripalbum dat voor het eerst is uitgegeven in juli 2010 met Willy Maltaite als schrijver en tekenaar. Deze uitgave werd uitgegeven door Brabant Strip in de collectie vakantiealbums.
Dit album was al eerder verschenen in het Frans in Bonux Boy in 1960.